# Église Sainte-Eulalie de Bolquère
L'église Sainte-Eulalie de Bolquère est l'église paroissiale de Bolquère en Cerdagne dans le département français des Pyrénées-Orientales.

## Historique
À l'emplacement de l'église se trouvait le château de Bolquère, mentionné en 1285 (castrum Bolchera), dont seul a subsisté une grosse tour carrée réutilisée ensuite pour la construction du clocher.
L'église a été construite aux XVIIe et XVIIIe siècles et elle a été agrandie aux XVIIIe et XIXe siècles.

## Architecture
L'église possède un clocher fortifié construit sur les soubassements d'une tour médiévale du XIIe siècle, élément d'une fortification qui dominait le village et dont elle est l'unique témoin.

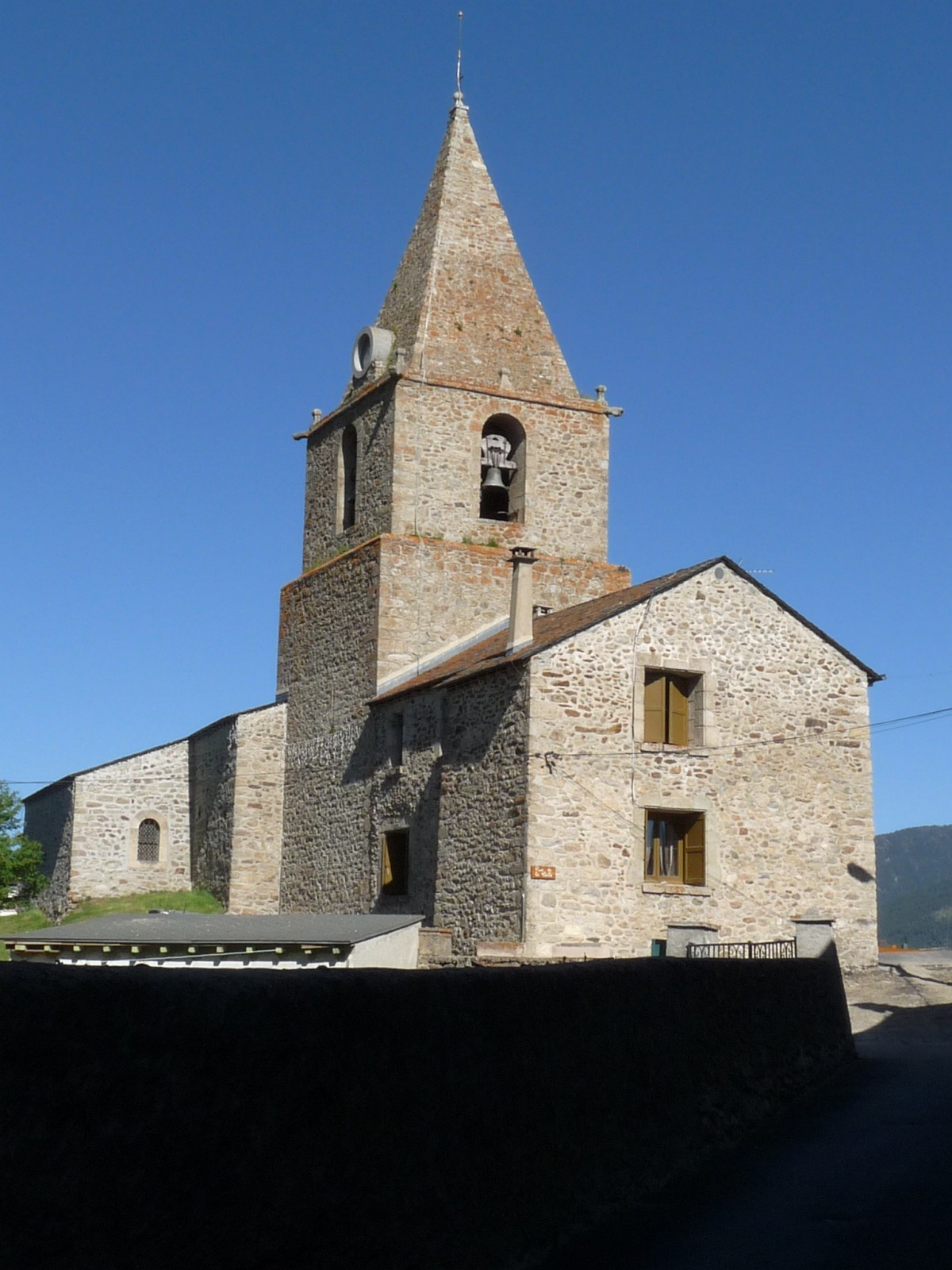
Vue de l'ouest
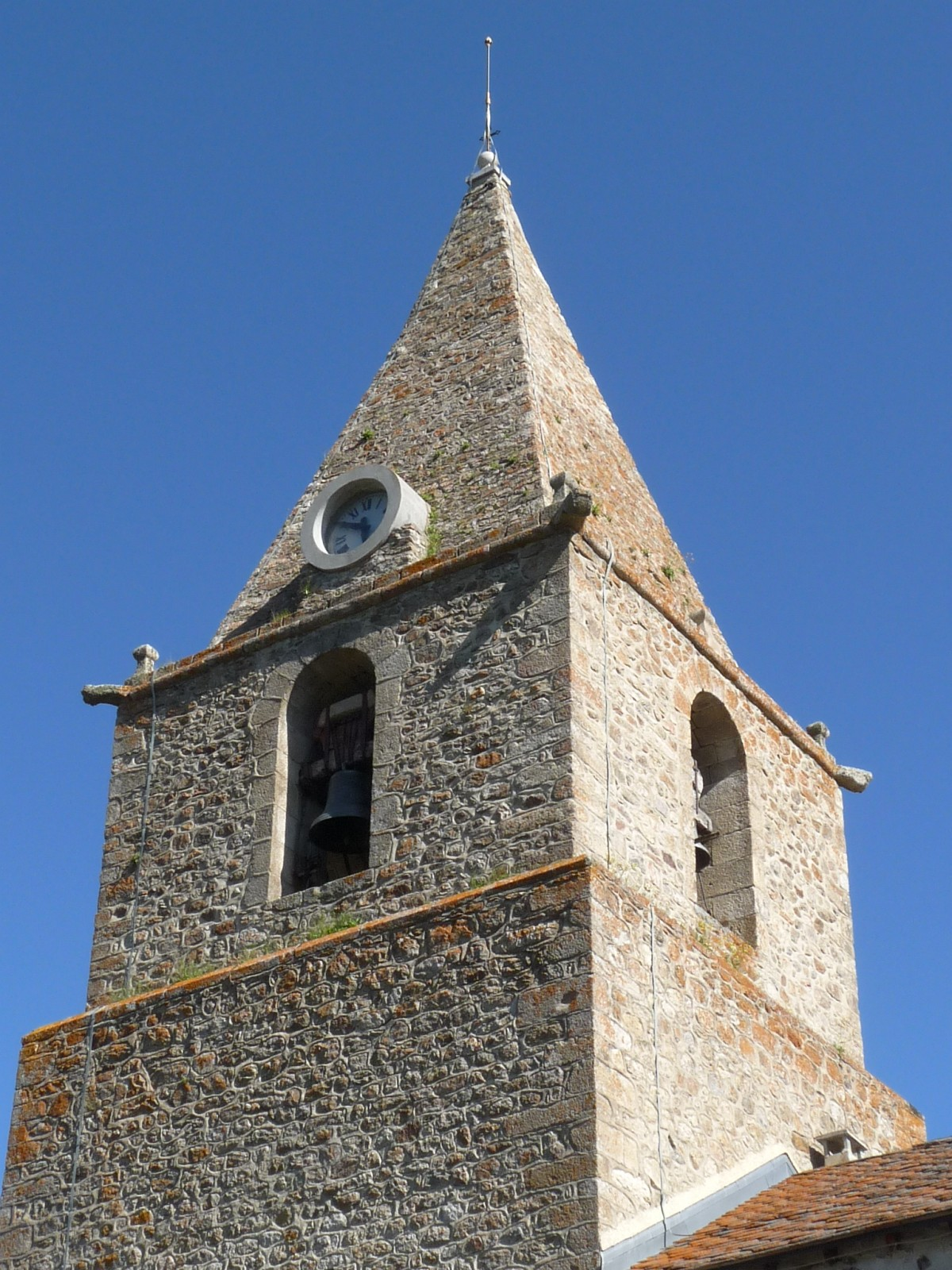
Le clocher fortifié

## Mobilier
L'église possède un mobilier remarquable, dont un retable du maître-autel de style baroque en bois doré de 1734 attribué au sculpteur catalan Pau Sunyer comme de nombreux retables de la région. Ce retable, dédié à sainte Eulalie, est classé monument historique au titre objet depuis 1996 avec ses statues.
Le retable du Rosaire, de style baroque lui aussi et de la même époque, est aussi classé monument historique depuis 1996.
Les autres objects sont un reliquaire de la Vraie Croix du XVIIe siècle et un calice de 1786, classés depuis 1958.

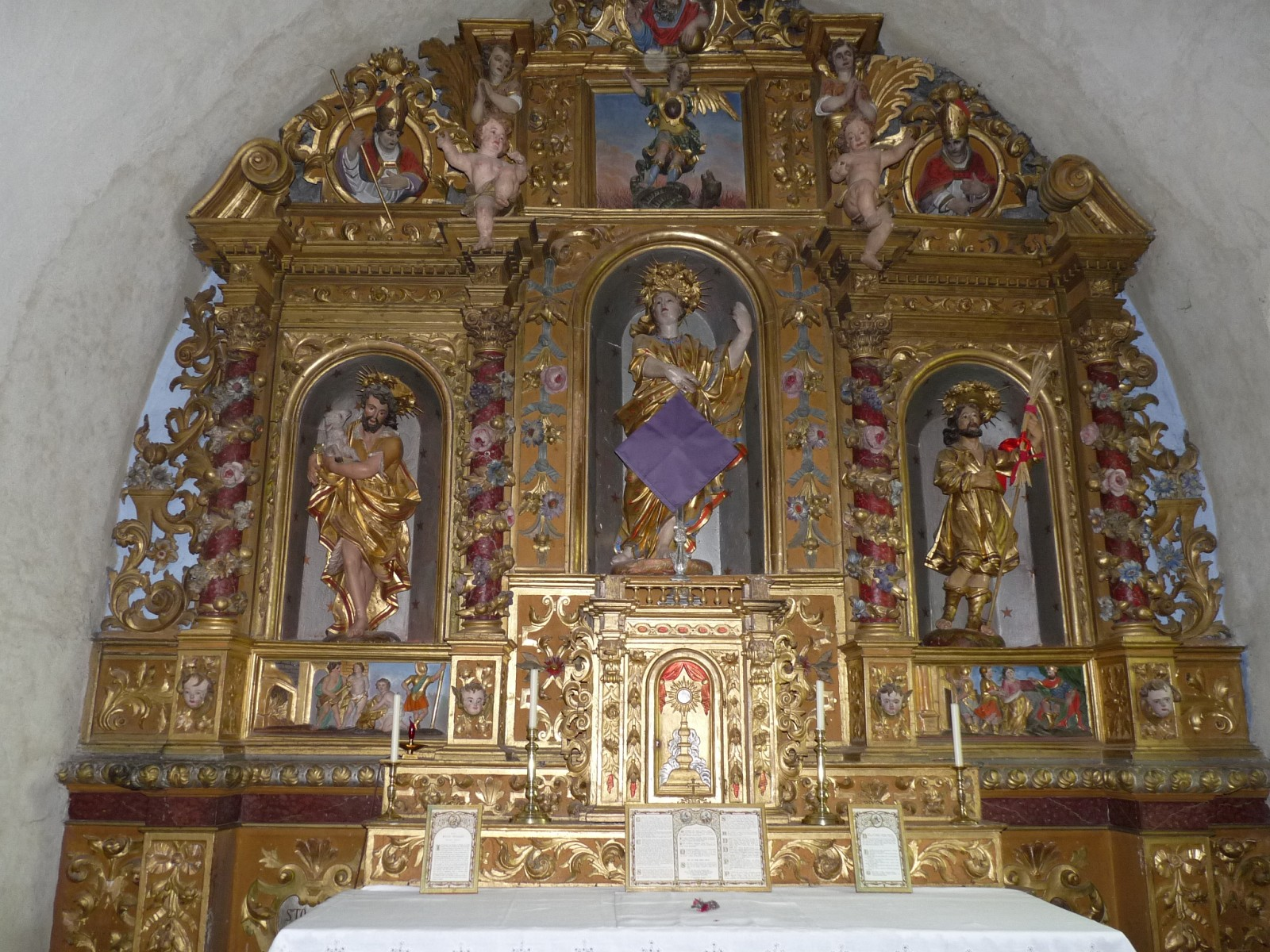
Retable du maître autel
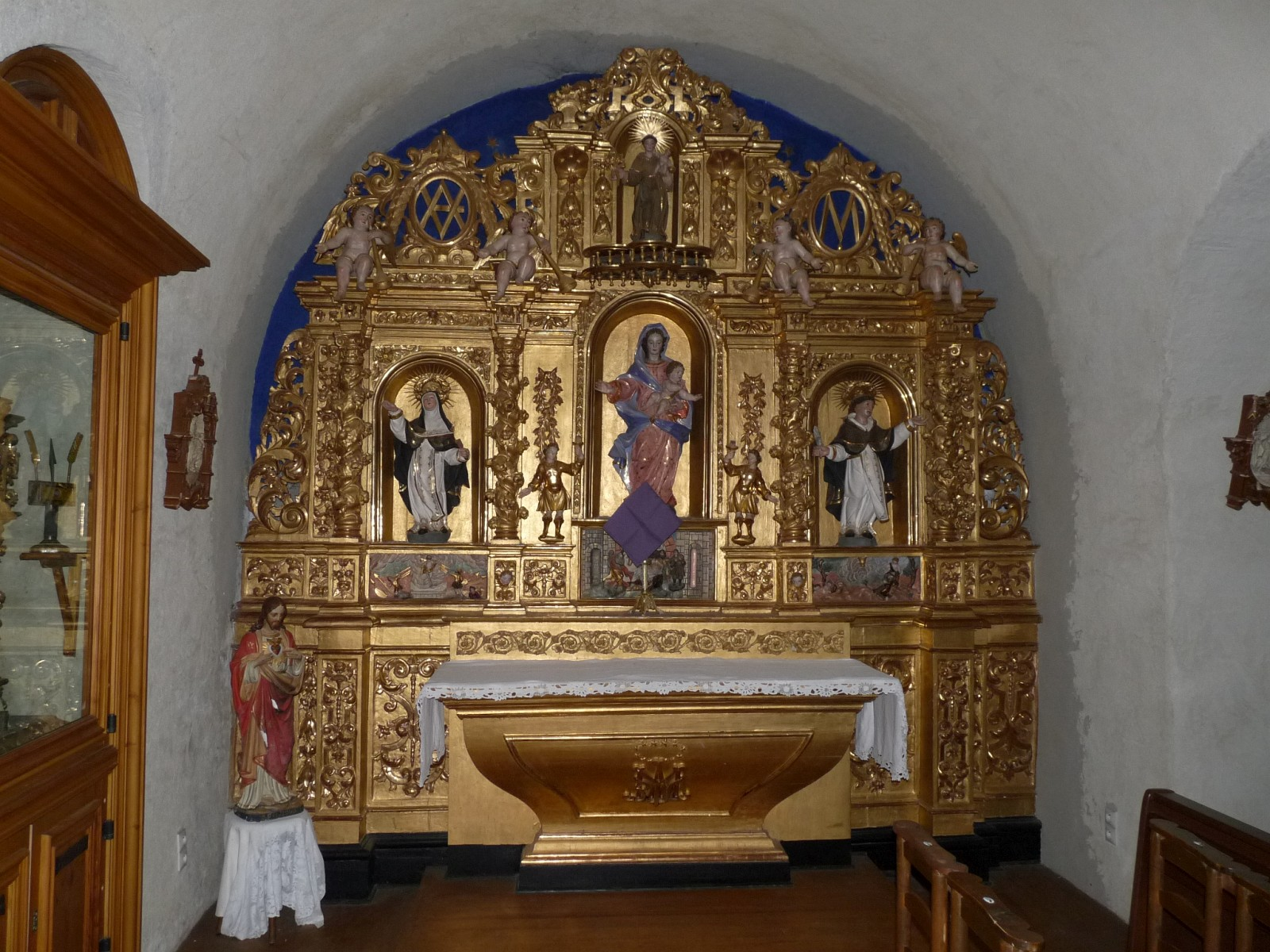
Retable de la Vierge du Rosaire
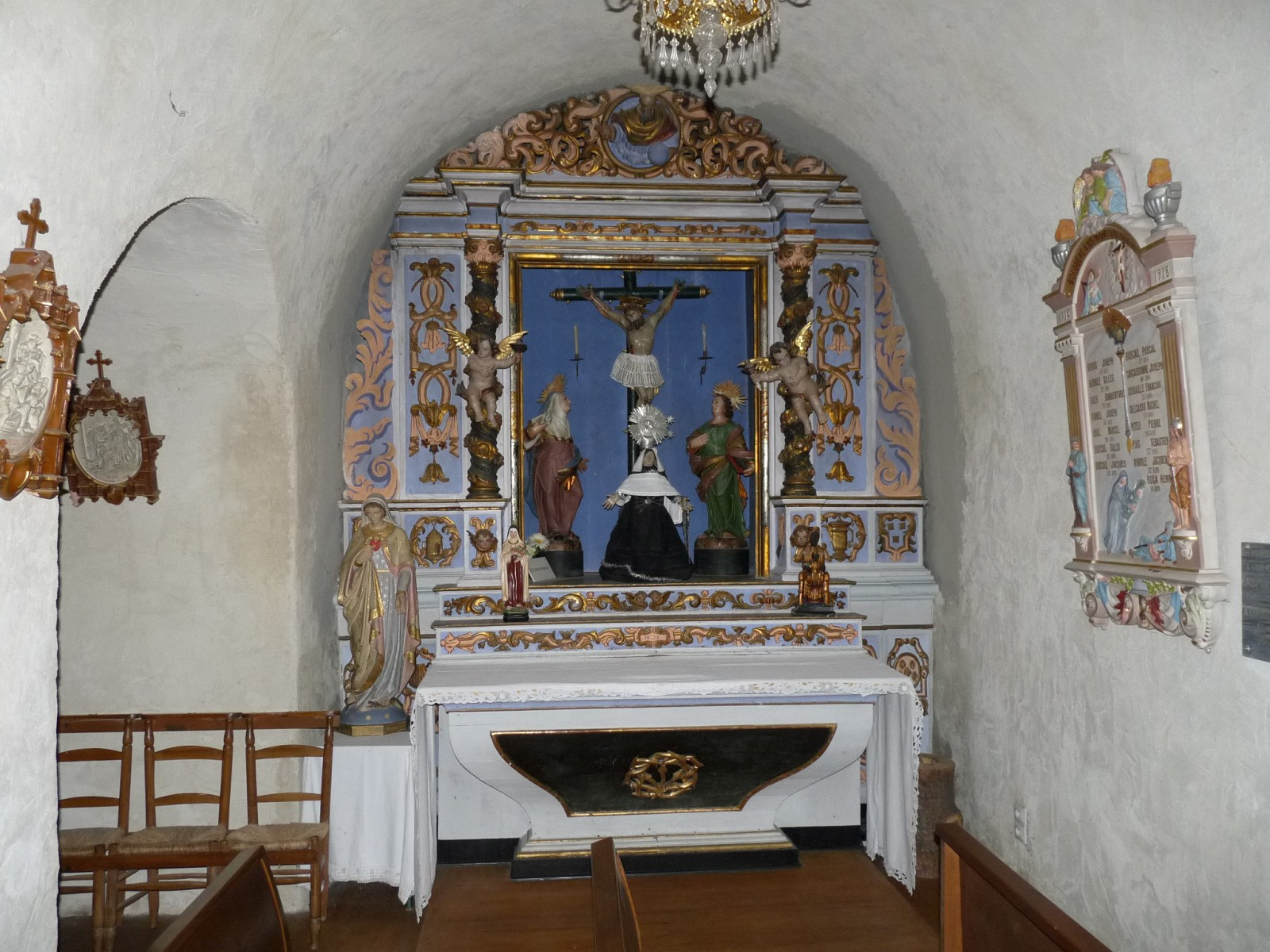
Retable du saint Christ (1773)
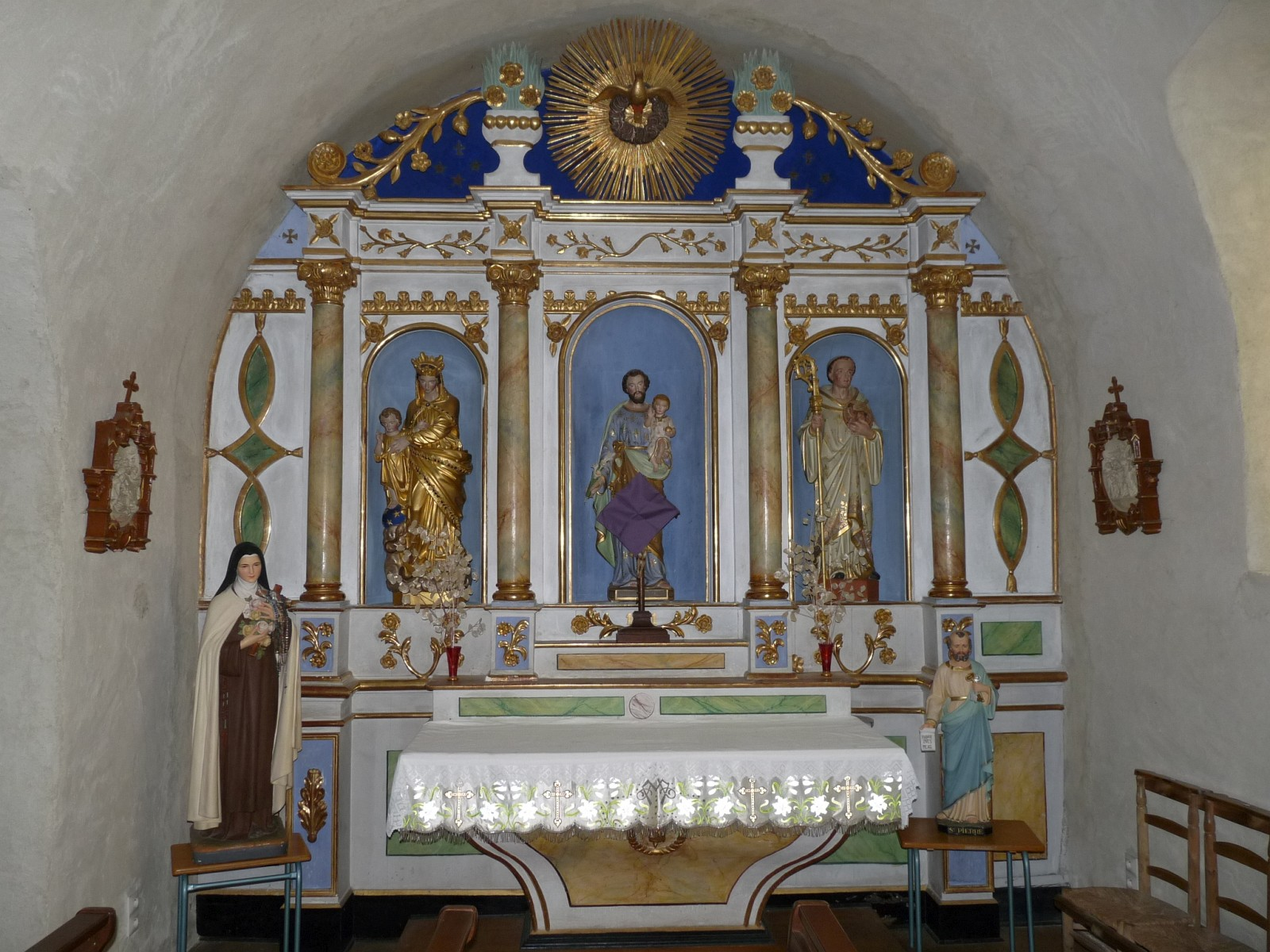
Retable de la Vierge (XIXe siècle), avec une statue de saint Hubert
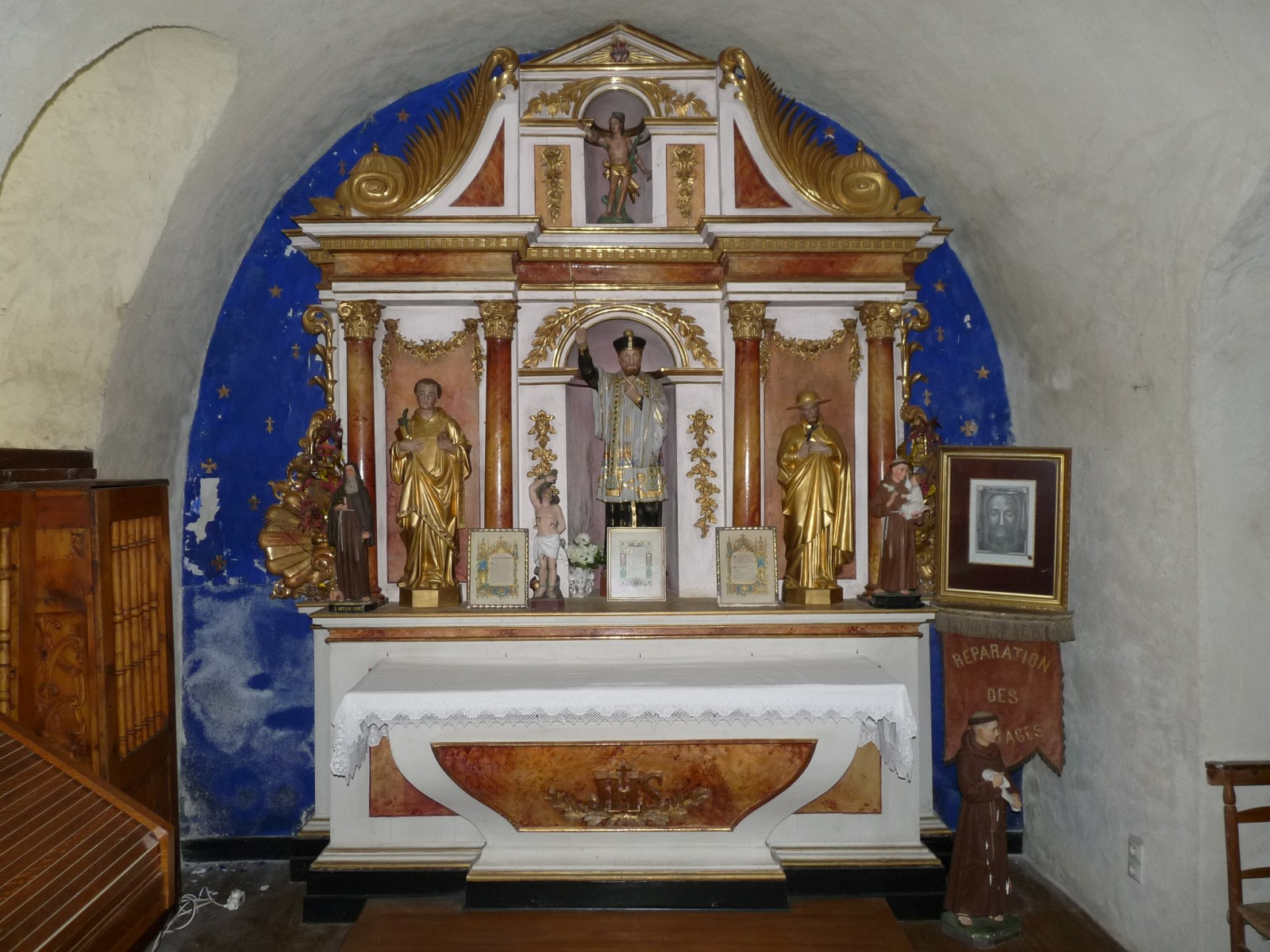
Retable de saint François Xavier (XIXe siècle), avec statues de saint Étienne et saint François de Sales